# Iomega Peerless
Un Iomega Peerless és un disc dur extraïble de la marca Iomega.
Els discs són discs durs pràcticament complets excepte la part electrònica, que es manté en la unitat lectora. 

Encara que aquest disseny hauria d'abaratir el preu dels discos, els discs durs complets, amb electrònica completa inclosa, són molt més barats.
Capacitats són de 20Gb i 40GB. Interfície Firewire i USB.